# Gaudenz von Matsch
Gaudenz von Matsch, auch Gaudenz von Mätsch (* um 1436; † 1504), Graf zu Kirchberg, war ein Adeliger aus dem Geschlecht derer von Matsch.

## Leben
Gaudenz' Geburtsjahr ist nicht belegt. „Bedenkt man jedoch, dass Ulrich IX. und seine Gemahlin Agnes sich 1435 vermählten, Gaudenz aber 1454 schon an einem Turnier teilnahm, so lässt sich dasselbe zumindest annähernd feststellen“. Man vermutet 1436 als wahrscheinliches Geburtsjahr. Seine Eltern waren Ulrich IX. Graf von Matsch (1419–1481; Graf von Kirchberg sowie Landeshauptmann in Tirol) und Agnes Gräfin von Kirchberg († 1472; Gräfin von Werdenberg-Sargans).
In Beschreibungen findet man Gaudenz „eher als leutseligen, ritterlichen und tapferen Junker, denn als distanzierten und glatten Höfling“. Durch seine Erziehung am Hof Sigmunds von Österreich war er auch schon in jungen Jahren viel gereist, lernte den Umgang mit großer Gesellschaft und nahm an ritterlichen Kampfspielen teil.

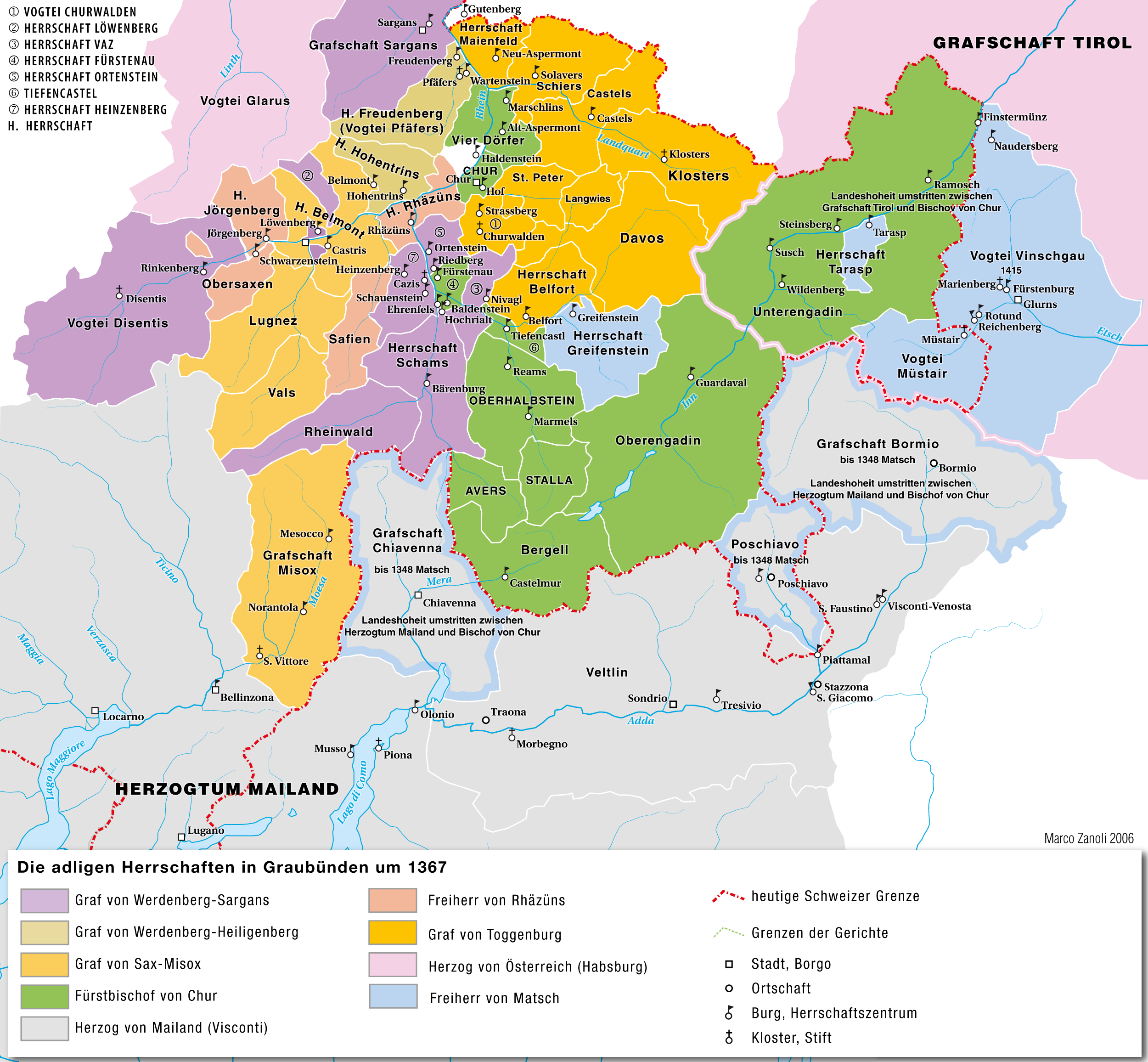
Die Herrschaftsaufteilung in Graubünden

Gaudenz' Heimat und Stammburg waren das obere Vinschgau und die Churburg, die sich seit 1297 im Besitz der Matscher befand. Seine politische Tätigkeit begann er in der Verwaltung des Familienbesitzes im Prättigau auf der Burg Castels. Finanzielle Engpässe und das Kalkül, sich bei Erzherzog Sigmund gewogen zu machen, veranlassten Gaudenz, Teile seines Besitzes an diesen abzutreten und nur noch die Pflegschaft über diese auszuüben. Sigmund machte ihn am 30. Juni 1478 zum Hauptmann an der Etsch und Burggrafen auf Tirol. Bis 1482 bewegte er sich im Dienste Sigmunds an dessen Hof und auf Botschaftsreisen. Am 22. Juni 1482 musste er von der Hauptmannschaft an der Etsch wegen Kompetenzüberschreitungen zurücktreten.
Er begab sich in den Dienst des Herzogs von Mailand. Kontakt zu diesem bestand bereits seit 1479, als er sich mit Hippolyta, der Tochter des Mailänder Kanzlers Cecco Simonetta, vermählt hatte. Aber bereits ab 1485 war er wieder am Hof Sigmunds aktiv, wurde im Jahr darauf zum erzherzöglichen Oberhofmeister ernannt und bekam am 5. März 1487 die Vogtei Feldkirch überschrieben. Im Kriegszug 1487 gegen Venedig war er als oberster Feldhauptmann an der Einnahme der venezianischen Festung von Rovereto (30. Mai 1487) beteiligt. Von König Maximilian wurde er im gleichen Jahr für den Fall, dass Sigmund kinderlos sterben sollte, als Gubernator und Landeshauptmann aller Lande Sigmunds vorausbestimmt.
Ab dem 15. August 1487, nur 5 Tage nach der Schlacht bei Calliano, erfolgte sein Sturz im Zusammenhang mit der Affäre der sogenannten „Bösen Räte“, die von Kaiser Friedrich III. und König Maximilian für den hochverräterischen Ausverkauf habsburgischen Besitzes an die Herzöge von Bayern verantwortlich gemacht wurden.
Gaudenz zog sich auf seine verbliebenen Besitzungen in Graubünden zurück. Wie auch die anderen verbannten Räte suchte er die Unterstützung der Eidgenossenschaft zur Aufhebung des Bannes und der Rückgewinnung ihrer Besitzungen. Diese Auseinandersetzungen, im konkreten Fall des Gaudenz von Matsch die Situation im Vinschgau und Prättigau, führten letztendlich zum Schwabenkrieg.
Er war Vater dreier unehelicher Töchter und eines unehelichen Sohns. Zwei dieser Halbgräfinnen verheiratete er 1488 in einflussreiche Familien aus Glarus: Margaretha von Matsch wurde Gattin des Hans Tschudi, Sohn des gleichnamigen Landammannes, und Barbara von Matsch wurde die Gemahlin des Hans Stucki (Sohn des Pannerherrn Rudolf Stucki). Der uneheliche Sohn soll der Vater von Georg Joachim Rheticus sein.
Gaudenz starb 1504 als Letzter seines Geschlechts. Die Familie Trapp übernahm, zunächst nicht ganz unumstritten, die Erbschaft der Matscher.

## Besonderheiten
Der mit 1576 datierte Pilgerbericht des Friderich Steigerwallder über Gaudenz' abenteuerliche Pilgerreise nach Jerusalem im Jahr 1470 befindet sich im Archiv der Churburg im Vinschgau.